# تغذية ترممية

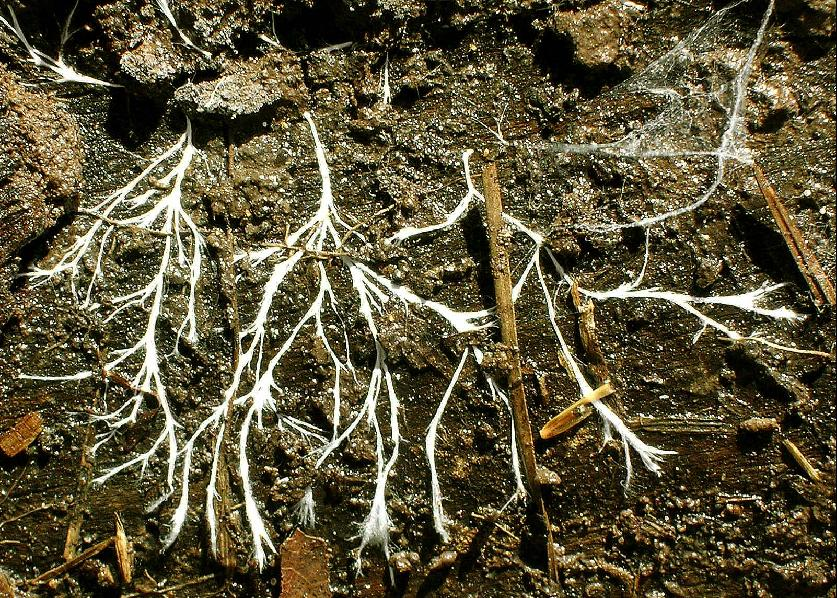
الحبل الأفطوري يتكون من مجموعة من الخيوط. وهو جزء أساسي في عملية التغذية الترممية، يتم استخدامه لمرور المواد العضوية من خلال جدار الخلية. ويشار إلى شبكة الخيوط الفطرية باسم الافطور، وهو أمر أساسي للتغذية الفطرية.

التغذية الترممية أو التغذية الاستذابية هي عملية هضم غيرية التغذية الكيميائية خارج الخلية تشارك في معالجة المواد العضوية الميتة أو التالفة. وهي تحدث في رميات التغذية أو غيريات التغذية، وغالبا ما ترتبط بالفطريات (على سبيل المثال الموكور) وبكتيريا التربة. 
تسمى الفطريات المجهرية الترممية أحيانا الرمّام. وتسمى النباتات الترممية أو النباتات البكتيرية الإعفين "saprophytes" (المقاطع sapro- و -phyte، تشير إلى «المواد الفاسدة» و «النبات»). غالبا ما يتم تسهيل العملية من خلال النقل النشط لمثل هذه المواد من خلال الإلتقام داخل الغزل الفطري الداخلي والخيوط المكونة له.
إن جذور الكلمة المختلفة المتعلقة بالمواد المتدهورة (البقايا، السابرو)، والأكل والتغذية (-فور، -فاج)، والنباتات أو أشكال الحياة (-phyte، -op) تنتج مصطلحات مختلفة، مثل ديتريفور، وديترتوفاج، سابروتروف، سابروفيت (إعفين)، وسابروفاج، وسابروب (رمام)؛ وتتداخل معانيها، على الرغم من أن الفروق التقنية (على أساس الآليات الفسيولوجية) تضيق المعنى. على سبيل المثال، يمكن أن يتم التمييز بين الاستخدامات على أساس البلع المجهري للبقايا (كما تفعل دودة الأرض) في مقابل التحلل المجهري للبقايا (كما يفعل الفطر).
يظهر الإعفين الاختياري على النباتات المريضة أو الميتة ويمكهن أن يتحد مع مسببات الأمراض الحية.

## العملية
عندما تتحلل المادة داخل الوسط الذي يعيش فيه الإعفين، فإن الإعفين يحلل هذه المادة إلى مركباتها.
يتم تقسيم البروتينات إلى مركباتها من الأحماض الأمينية من خلال كسر الروابط الببتيدية بواسطة البروتياز. 
كما يتم تقسيم الدهون إلى الأحماض الدهنية والجلسرين بواسطة إنزيمات الليباز. 
ويتم تقسيم النشا إلى أجزاء من سكريات ثنائية بسيطة بواسطة الأميلاز. يعاد امتصاص هذه المنتجات في الخيوط من خلال جدار الخلية عن طريق الالتقام وتمريرها في جميع أنحاء المركب الفطري. وهذا يسهل مرور مثل هذه المواد في جميع أنحاء الكائن الحي ويسمح بنموه، وإذا لزم الأمر إصلاحه.

## الظروف
لكي يحقق الكائن الترممي تسهيل النمو والإصلاح الأمثل، يجب أن تكون الظروف المفضلة والمغذيات موجودة. الظروف المثلى تشير إلى العديد من الظروف التي تحسن نمو الكائنات الترممية، مثل؛
وجود الماء: 80-90٪ من كتلة الفطريات تتكون من الماء، ويتطلب المزيد من المياه للامتصاص بسبب تبخر المياه المحتجزة داخليا.
وجود الأوكسجين: عدد قليل جدا من الكائنات الترممية يمكن أن تتحمل الظروف اللاهوائية كما يتضح من نموها فوق أوساط مثل الماء أو التربة.
درجة الحمضية المحايدة: حالة الظروف المحايدة أو المعتدلة الحمضية تحت الرقم الهيدروجيني 7 مطلوبة.
درجة الحرارة المنخفضة: تتطلب غالبية الكائنات الترممية درجات حرارة تتراوح بين 1 درجة مئوية و 35 درجة مئوية، مع حدوث نمو مثالي عند 25 درجة مئوية.
يجب أن تكون غالبية العناصر الغذائية التي تأخذها هذه الكائنات قادرة على توفير الكربون والبروتينات والفيتامينات وفي بعض الحالات الأيونات. نظرا لوجود الكربون في تكوين معظم الكائنات الحية، فإن المواد الميتة والعضوية توفر مصادر غنية من السكريات الثنائية والسكريات المتعددة مثل المالتوز والنشا، والسكر أحادي السكريد «جلوكوز».
من حيث المصادر الغنية بالنيتروجين، تتطلب الكائنات الترممية بروتين مجمع لتكوين البروتينات، والتي يسهلها امتصاص الأحماض الأمينية، وعادة ما تؤخذ من التربة الغنية. على الرغم من ذلك فإن كل من الأيونات والفيتامينات نادرة، الثيامين أو الأيونات مثل البوتاسيوم، والفوسفور، والمغنيسيوم تساعد على نمو الفطريات.